# Amblypsilopus hubeiensis
Amblypsilopus hubeiensis är en tvåvingeart som beskrevs av Yang 1997. Amblypsilopus hubeiensis ingår i släktet Amblypsilopus och familjen styltflugor. Inga underarter finns listade i Catalogue of Life.